# (6134) Kamagari
(6134) Kamagari es un asteroide perteneciente al cinturón de asteroides, región del sistema solar que se encuentra entre las órbitas de Marte y Júpiter, más concretamente a la familia de Eunomia, descubierto el 15 de septiembre de 1990 por Henry E. Holt desde el Observatorio del Monte Palomar, Estados Unidos.

## Designación y nombre
Designado provisionalmente como 1990 RA5. Fue nombrado Kamagari en homenaje a Kamagari, un área en el sur de la ciudad de Kure en la prefectura de Hiroshima (Japón). El observatorio astronómico Kamagari se encuentra en esta área.

## Características orbitales
Kamagari está situado a una distancia media del Sol de 2,556 ua, pudiendo alejarse hasta 2,941 ua y acercarse hasta 2,170 ua. Su excentricidad es 0,150 y la inclinación orbital 13,08 grados. Emplea 1492,64 días en completar una órbita alrededor del Sol.

## Características físicas
La magnitud absoluta de Kamagari es 13,8. 